# Wilhelm Ohnesorge
Karl Wilhelm Ohnesorge (Gräfenhainichen, 8 juni 1872 – München, 1 februari 1962) was een Duits politicus in het Derde Rijk tijdens Adolf Hitlers bewind. Van 1937 tot met 1945 was hij "Reichspostminister" minister van posterijen en verantwoordelijk voor de Reichspost, de Duitse postdienst. Naast zijn ministeriële plichten verrichtte Ohnesorge, vaak op eigen initiatief, ook beduidend veel onderzoek met betrekking tot propaganda en bevordering van de nazipartij door radio, coderingen en verbindingen en de ontwikkeling van een Duitse atoombom.
Ohnesorge was partijlid nummer 42 en droeg daarom het Gouden Ereteken van de NSDAP. Hij was een van de eerste aanhangers van Hitler en hij had een min of meer vriendschappelijke relatie met Adolf Hitler.
Na de oorlog werd Ohnesorge gearresteerd maar er was geen bewijs voorhanden van oorlogsmisdrijven. Hij verloor zijn vermogen en pensioen maar hij werd in vrijheid gesteld. In 1955 kreeg hij na een beroepsprocedure zijn ministerieel pensioen terug.

## Carrière
- NSKK-Obergruppenführer: 5 september 1938[2]
- Rijksminister: 2 februari 1937[2]
- Ehrenführer: 16 juni 1936[2]
- Staatssecretaris: 1 maart 1933[2]

## Lidmaatschapsnummer
- NSDAP-nr.: 42 (1920)

## Onderscheidingen
- IJzeren Kruis 1914, 1e Klasse en 2e Klasse
- Ridderkruis van het Kruis voor Oorlogsverdienste op 1 november 1944 als Rijksminister van Posterijen[3]
- Kruis voor Oorlogsverdienste, 1e Klasse en 2e Klasse met Zwaarden[3]
- SS-Ehrenring
- Gouden Ereteken van de NSDAP[3] (nr.42)[4]
- Ehrenwinkel der Alten Kämpfer[2]
- Ehrenzeichen Pionier der Arbeit op 1 mei 1941[3]
- Gouden Ereteken van de Hitlerjeugd met Eikenloof[5] op 20 mei 1939[2]
- Ereteken van het Duitse Rode Kruis, 1e Klasse[2]
- Fritz-Todt-ring op 24 juli 1944[6]

Adolf Hitler · Franz von Papen · Konstantin von Neurath · Joachim von Ribbentrop · Wilhelm Frick · Heinrich Himmler · Lutz Schwerin von Krosigk · Alfred Hugenberg · Kurt Schmitt · Hjalmar Schacht · Hermann Göring · Walther Funk · Franz Seldte · Franz Gürtner · Franz Schlegelberger · Otto Georg Thierack · Werner von Blomberg · Wilhelm Keitel · Freiherr von Eltz-Rübenach · Julius Heinrich Dorpmüller · Wilhelm Ohnesorge · Walther Darré · Herbert Backe · Joseph Goebbels · Bernhard Rust · Fritz Todt · Albert Speer · Alfred Rosenberg · Hanns Kerrl · Hermann Muhs · Otto Meißner · Hans Heinrich Lammers · Martin Bormann · Karl Hermann Frank · Rudolf Hess · Ernst Röhm · Paul Giesler
- Bibliothèque nationale de France: cb16682378x (data)
- Gemeinsame Normdatei: 117112356
- International Standard Name Identifier: 0000 0000 3589 3671
- Library of Congress Control Number: n2005036538
- Nationale Bibliotheek van Polen: a0000001776776
- SNAC: w6jt40xp
- Virtual International Authority File: 45072080
- WorldCat: E39PBJtrTjKtJDtYFxDmV4t7pP